# Nokia 6265i
Nokia 6265i – telefon komórkowy 3G produkowany przez firmę Nokia. Pierwsze telefony tego typu wprowadzono do sprzedaży pod koniec 2006.

## Dane techniczne

### Związane z głosem
- Radio FM, odtwarzacz MP3, AAC, dyktafon (pojedynczy plik do 3 minut), wbudowany głośnik (ang. Loudspeaker), wybieranie głosowe.

### Wysyłanie wiadomości
SMS, MMS, zdjęcia, pliki video, muzyka, słownik T9 (angielski, hiszpański).

### Aparat, kamera, pamięć
- Aparat 2 Mpx (1600x1200)
- Zoom: (cyfrowy) 4x
- Wbudowana lampa błyskowa
- Możliwość nagrywania filmów
  - karta 1 GB (około 2 godziny)
- Pamięć wbudowana 25 MB
- Telefon obsługuje karty miniSD do 1 GB

### Wyświetlacz
Jeden wyświetlacz TFT 262 000 kolorów, 240x320 pikseli.

### Sieci
CDMA, 800CDMA, 1900AMPS, GSM.

### Transmisja danych
USB, Port podczerwieni, Bluetooth v1.2, Internet 1,2,12, TTY/TDD.

### Inne
- wymiary: 98 x 48 x 22 mm
- masa: 124 gramów
- czas czuwania: 8–12 dni (max.)
- czas rozmowy  3–4 godziny (max.)
- bateria Li-Ion 1070 mAh

## Dodatkowe
Obsługa aplikacji Java, możliwość oglądania filmów w telefonie, alarm wibracyjny, gry, stoper, budzik, kalendarz, kalkulator, notes, książka telefoniczna (500 numerów).